# Ansteel Group
Ansteel Group («Аньстил Груп») — китайская сталелитейная группа, один из крупнейших в мире производителей стали. Штаб-квартира расположена в городе Аньшань провинции Ляонин. В списке крупнейших компаний мира Fortune Global 500 за 2021 год заняла 400-е место. Контролируется Комитетом по контролю и управлению государственным имуществом Китая.

## История
Сталелитейная компания Showa Steel Works была основана японцами в Аньшане в 1916 году как дочерняя структура Южно-Маньчжурской железнодорожной компании. В 1937 году на предприятии было установлено немецкое оборудование Krupp, к 1942 году производство стали достигло 3,6 млн тонн в год. В конце Второй мировой войны предприятие было почти полностью разрушено, а уцелевшее оборудование вывезено в СССР. В 1948 году завод был восстановлен и получил название Anshan Iron and Steel. В 1997 году была основана дочерняя компания, акции которой были размещены на Гонконгской и Шэньчжэньской фондовых биржах. В 2010 году была поглощена компания Panzhihua Iron and Steel, базирующаяся в Паньчжихуа (основана в 1965 году). В 2018 году была куплена компания Chaoyang Steel, расположенная в Чаояне.
В августе 2021 года началось слияние двух государственных сталелитейных компаний со штаб-квартирами в провинции Ляонин — Ansteel Group и Benxi Steel Group (Ben Gang Group) из города Бэньси. Объединённая компания сохранила название Ansteel Group и на момент слияния имела производительность 63 млн тонн стали в год, что соответствовало второму месту в КНР и третьему в мире.

## Деятельность

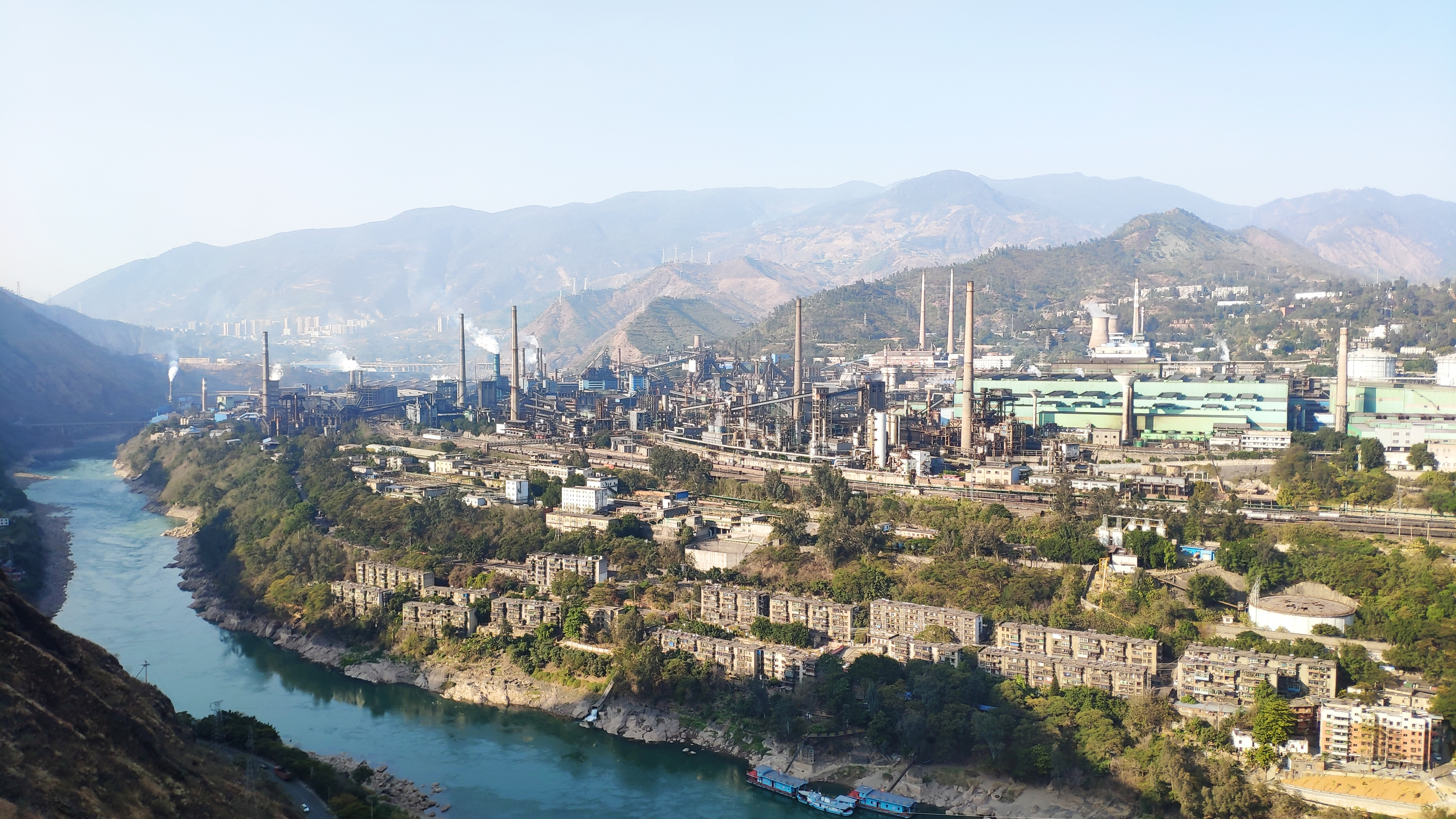
Комбинат в Паньчжихуа

Объём производства стали на сталелитейных комбинатах группы в 2020 году составил 38,2 млн тонн, что соответствовало седьмому месту в мире и четвёртому в КНР. Основой производства являются комбинаты в городах Аньшань, Инкоу, Чаоян и Паньчжихуа.
В состав группы входит дочерняя компания Angang Steel Company Limited, акции которой котируются на Гонконгской (SEHK: 0347) и Шэньчжэньской (SZSE: 000898) фондовых биржах.